# 散生粗带藓
散生粗带藓（学名：Trachycladiella sparsa）为蔓藓科粗带藓属下的一个种。